# Time and a Word
Time and a Word é o segundo álbum da banda de rock progressivo Yes. É o último a contar com o guitarrista Peter Banks, que deixou o grupo logo depois do lançamento deste álbum. Em seu lugar entrou Steve Howe, que estreou no álbum seguinte (apesar de não tocar em Time and a Word, Howe aparece na capa da versão americana, que é diferente da britânica).
É o primeiro álbum da banda a contar com uma orquestra de acompanhamento (o segundo foi Magnification), dando vida ao chamado Rock sinfônico. Também foi o primeiro a atingir as paradas, alcançando o 45º lugar no Reino Unido (não entrou nas paradas estadunidenses, tendo sido lançado nos EUA em novembro do mesmo ano).

## Faixas

### Lado Um
1. "No Opportunity Necessary, No Experience Needed" (Richie Havens) - 4:48
2. "Then" (Jon Anderson) - 5:46
3. "Everydays" (Stephen Stills) - 6:08
4. "Sweet Dreams" (Anderson, David Foster) - 3:50

### Lado Dois
1. "The Prophet" (Anderson, Chris Squire) - 6:34
2. "Clear Days" (Anderson) - 2:06
3. "Astral Traveller" (Anderson) - 5:53
4. "Time and a Word" (Anderson, Foster) - 4:32

### Faixas Remasterizadas
Time and a Word foi remasterizado em 2003 com faixas bônus:
1. "Dear Father" (Anderson, Squire) - 4:14
2. "No Opportunity Necessary, No Experience Needed" (Mixagem Original) (Havens) – 4:46
3. "Sweet Dreams" (Mixagem Original) (Anderson, Foster) – 4:20
4. "The Prophet" (Versão do Compacto) (Anderson, Squire) – 6:33

## Ficha Técnica
- Jon Anderson (Escrito 'John' no LP original) - Vocal principal, Percussão
- Chris Squire - Baixo, Vocal de apoio
- Peter Banks - Guitarra, Violão
- Tony Kaye - Piano, Órgão
- Bill Bruford -  Bateria, Percussão

com
- David Foster (ex-companheiro de banda de Jon Anderson) - Violão (apenas na faixa título) e vocal (apenas em Sweet Dreams)[6][7]

## Relançamentos
- 1989 - Atlantic (CD)
- 1994 - Atlantic (CD Remasterizado)
- 2003 - Rhino (CD Remasterizado com faixas bônus)